# Тожибаев, Хуршид Эргашевич
Хуршид Эргашевич Тожибаев (род. 13 ноября 1989, Джизак) — узбекский боксёр, представитель лёгкой и полулёгкой весовых категорий. Выступал за сборную Узбекистана по боксу в период 2005—2016 годов, бронзовый призёр Азиатских игр, обладатель серебряной медали чемпионата Азии, победитель и призёр многих турниров международного значения, участник двух летних Олимпийских игр.

## Биография
Хуршид Тожибаев родился 13 ноября 1989 года в городе Джизак Узбекской ССР.
Дебютировал на международной арене в сезоне 2005 года, выступив на чемпионате мира среди кадетов в Ливерпуле. Год спустя стал серебряным призёром Кубка президента в Баку. Ещё через год победил на молодёжном Кубке Бранденбурга во Франкфурте и отметился выступлением на Мемориале Макара Мазая в Мариуполе.
В 2008 году одержал победу на чемпионате Узбекистана в Фергане в зачёте полулёгкой весовой категории. Получил бронзу на международном турнире Gee-Bee в Хельсинки и на Кубке президента АИБА в Тайбэе, дошёл до четвертьфинала на Кубке мира в Москве, проиграв россиянину Сергею Водопьянову. На азиатской олимпийской квалификации в Астане одолел всех соперников кроме казаха Каната Абуталипова и тем самым прошёл отбор на летние Олимпийские игры в Пекине. На Играх, выступая в категории до 54 кг благополучно прошёл первого соперника по турнирной сетке Рустамходжу Рахимова из Германии, тогда как в во втором бою со счётом 4:16 потерпел поражение от маврикийца Брюно Жюли.
После пекинской Олимпиады Тожибаев остался в составе боксёрской команды Узбекистана и продолжил принимать участие в крупнейших международных соревнованиях. Так, в 2009 году он выиграл бронзовую медаль в полулёгком весе на Мемориале Странджи в Пловдиве, уступив в полуфинале кубинцу Ясниэлю Толедо, стал серебряным призёром чемпионата Азии в Чжухае, проиграв в решающем финальном поединке тайцу Вуттичаю Масуку. Боксировал на чемпионате мира в Милане, где был выбит из борьбы за медали уже на предварительном этапе.
В 2010 году был лучшим на Мемориале Странджи в Ямболе, взял серебро на турнире Gee-Bee и на Мемориале Макара Мазая, где был побеждён украинцем Денисом Беринчиком. На Азиатских играх в Гуанчжоу дошёл в лёгком весе до полуфинала и завоевал тем самым бронзовую медаль.
Начиная с 2011 года регулярно выступал в матчевых встречах лиги World Series of Boxing, представляя команды из Мехико и Баку. Также стал бронзовым призёром Гран-при Усти в Чехии и Мемориала Сиднея Джексона в Ташкенте.
Благодаря череде удачных выступлений в лиге AIBA Pro Boxing удостоился права защищать честь страны на летних Олимпийских играх 2016 года в Рио-де-Жанейро — в категории до 60 кг одолел двоих оппонентов, после чего в четвертьфинале единогласным решением судей потерпел поражение от бразильца Робсона Консейсана.